# Tre per una rapina
Pour plus de détails, voir Fiche technique et Distribution.
Tre per una rapina est un film de casse ouest-germano-hispano-italien réalisé par Gianni Bongioanni et sorti en 1964. 

## Synopsis
Gerhard, jeune dessinateur technique à Düsseldorf, travaille dans une usine d'antivols pour les banques. Avec trois personnes : Nicola, Mario et Hans, ils préparent et réalisent un vol qui aura des conséquences pour eux trois.

## Fiche technique
- Titre original italien  : Tre per una rapina ou Il colpo[1]
- Titre espagnol : Tiempo de violencia
- Titre allemand : Zwischenlandung Düsseldorf ou Drei von uns
- Réalisateur : Gianni Bongioanni
- Scénario : Gianni Bongioanni, Leandro Castellani (it), José María Otero, Gerhard Schmidt, Rochus Spiecker
- Photographie : Antonio Pérez Olea
- Montage : Alfred Srp
- Musique : Piero Piccioni
- Décors : Karl Adams
- Production : Maleno Malenotti (it), Vittorio Musy Glori
- Société de production : Domiziana Internazionale Cinematografica, Germania-Film GmbH, Procusa
- Pays de production :  Italie -  Espagne -  Allemagne de l'Ouest
- Langue originale : italien
- Format : Noir et blanc - 35 mm
- Durée : 87 minutes
- Genre : Film de casse
- Dates de sortie :
  - Italie : août 1964
  - Espagne : 1er août 1966

## Distribution
- Christian Doermer (de) : Mario
- Barbara Steele : Anna
- Werner Peters : Peter Weymar
- Margot Trooger : la mère de Hans
- Dino Mele : Nicola
- José Guardiola (it) : Francesco
- Ingeborg Ticheldeckers : Helga
- Jörg von Wolmar :
- Tommaso Bucci :
- Sabino Di Lena :
- Hans Echterling : Gerhard
- Félix Fernández :
- Piero Guardalupi :
- George Herzig : Hans
- Fabrizio Moroni : le jeune snob à la fête
- Luciana Poggi Orlandi :
- Bruno Scipioni :
- Natalia Silva : la peintre